# دوگن
دوگن (دُگِن) (انگلیسی: Dōgen; ۱۹ ژانویهٔ ۱۲۰۰ – ۲۲ سپتامبر ۱۲۵۳) استاد ذن و فیلسوف اهل ژاپن بود. وی بنیان‌گذار فرقه سوتو یکی از فرقه‌های ذن در ژاپن است. وی در جوانی به چین سفر کرد و در آنجا در محضر استادان مکتب چَن حاضر شد، سپس به ژاپن بازگشته و به تدریس وتالیف آثار خود پرداخت.مهمترین اثر او شوبوگنزو نام دارد که به معنی مخزن چشم دارمای راستین است؛ این اثر مجموعه‌ای است از نودوپنج متن فلسفی و مذهبی که هر یک به مضمون مشخصی در باب آموزه‌ها و یا برزیدن ذن می‌پردازند. این متون در میان سال‌های 1231 و 1253، سال درگذشت دگن، نوشته شده‌اند.
آثار دگن عبارتند از:
- هوکیوکی (خاطرات دوران هوکیو).
- فوکان ذاذنگی (ترویج عام آداب ذاذن).
- شینجی شوبوگنزو یا شوبوگنزو سَمبیاکو سوکو (سیصد حکایتِ شوبوگنزو).
- اِی‌هِی کوروکو یا دگن اوشو کوروکو (مشروح ثبتیات سخنان استاد دگن).
- شوبوگنزو زویی‌مونکی (جستاری در مغز شوبوگنزو).
- شوبوگنزو (مخزن چشم دارمای راستین).
- ای‌هی شوسو گاکودو یوجینشو (پند اندر مطالعه‌ی طریق).
- تِنزو کیوکون (فرامینی به سرآشپز).
- تایدایکو نو هو (فرامینی در حرمت نهادن به رهبانان مه‌تر).
- نیهونکوکو اچیزن ای‌هی‌جی چیجی شینگی (دستورالعمل‌هایی برای اولیای ای‌هی‌جی).
- فیوشوکوهامپو (آداب میز).
- کیچی‌جوزان ای‌هی‌جی شوریو شینگی (فرامین کتابخانه‌ی ای‌هی‌جی).
- ای‌هی‌جی گِن زنجی گوروکو (ثبتیات سخنان دگن زِنجی).
- بِندوهو (قوانین برزیدن طریق).